# Syconycteris hobbit
Syconycteris hobbit är en däggdjursart som beskrevs av Alan C. Ziegler 1982. Syconycteris hobbit ingår i släktet Syconycteris och familjen flyghundar. IUCN kategoriserar arten globalt som sårbar. Inga underarter finns listade.
Artepitet valdes på grund av likheten med hoberna (hobbits på engelska) i J.R.R. Tolkiens verk som likaså hade håriga bakfötter.
Arten blir 68 till 78 mm lång och saknar svans. Den har 47 till 52 mm långa underarmar och 9,5 till 12 mm långa öron. Beroende på utbredning och kön har individerna en vikt av 15 till 22 g. På ryggen förekommer mjuk och tät päls med en gråbrun till mörkbrun färg. Undersidan är täckt av kortare päls med ljusbrun till vitaktig färg. På armar och bakben kan pälsen vara rödaktig.
Denna flyghund förekommer med flera från varandra skilda populationer i bergstrakter på Nya Guinea. Arten lever där mellan 1850 och 2700 meter över havet. Habitatet utgörs av fuktiga skogar och dessutom uppsöker Syconycteris hobbit trädgårdar.